# (5442) Drossart
(5442) Drossart (1991 NH1) – planetoida z grupy pasa głównego asteroid okrążająca Słońce w ciągu 4,91 lat w średniej odległości 2,89 j.a. Odkryta 12 lipca 1991 roku.